# Stazione di Rodi-Fiesso
La stazione di Rodi-Fiesso è una stazione ferroviaria posta sulla linea del Gottardo, in Svizzera. Serviva, fino al 1994, i centri abitati di Rodi e di Fiesso, frazioni del comune di Prato Leventina.

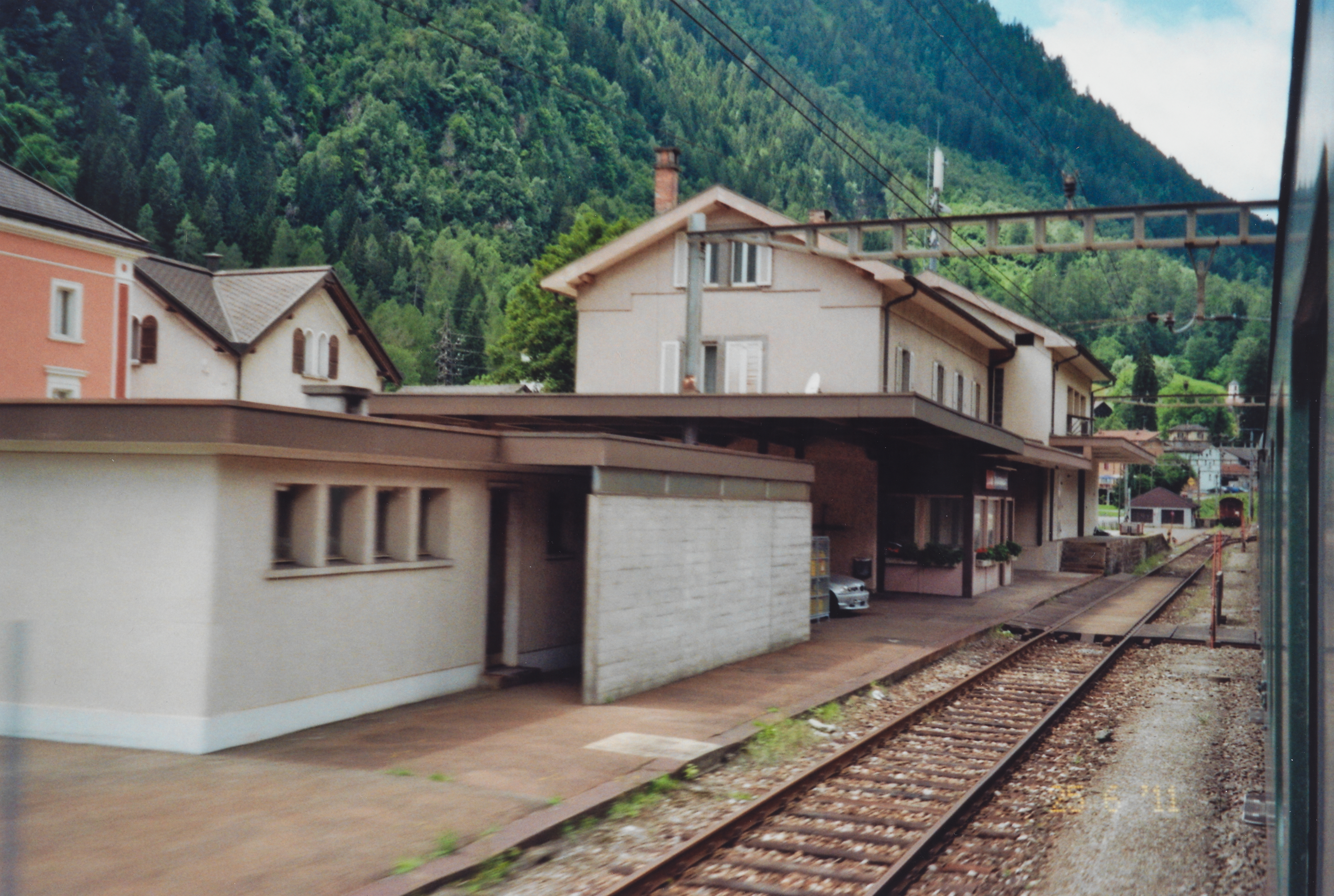
Nel 2001